# Axel Schylström
Bengt Axel Schylström, född 24 februari 1993 i Norrköpings Borgs församling, Östergötlands län, är en svensk sångare och låtskrivare.

## Biografi
Axel Schylström växte upp i Norrköping och spelade som ung mittfältare för IK Sleipner i division 1. År 2012 var han med om en allvarlig olycka när han klättrade upp på ett tåg och kom för nära kontaktledningen. Detta resulterade i ett överslag av mycket hög spänning på 16 000 volt . Denna spänning orsakade livshotande skador i form av tredje gradens brännskador på 70% av kroppen. Han överlevde olyckan och rehabiliterades med goda resultat. Men på grund av den mycket sönderbrända huden har han fått genomgå ett 50-tal operationer i form av transplantationer och han har mycket synbara ärr.
År 2022 postade han en bild på sig själv med sin dotter, vilket blev den dittills mest gillade svenska Instagramposten någonsin.

## Karriär
Schylström medverkade i Idol 2015 där han slutade på fjärde plats. Samma år släppte han debutsingeln "The Champion", som han också framförde i Idoltävlingen. 
I Melodifestivalen 2017 tävlade han med låten "När ingen ser" som han skrivit tillsammans med Behshad Ashnai och David Strääf. Han gick till Andra chansen. År 2023 tävlade Axel Schylström åter i Melodifestivalen med låten "Gorgeous" i deltävling 4 där han slutade på femte plats. Han medverkar även som låtskrivare till "Mer av dig" med Theoz som tävlade i andra deltävlingen.

## Diskografi

### Singlar
- 2015 – The Champion (Capitol Music Group).[12]
- 2016 – Mer Jul (Warner Dance Labels).[13]
- 2017 – När ingen ser (Giant Records).[14]
- 2021 – Jag är kvar (Vide Records).[15]

## Låtar
- 2021 – Jag är kvar (skriven tillsammans med Gavin Jonas och Thomas Stengaard).[15]

### Melodifestivalen
- 2017 – När ingen ser med Axel Schylström (skriven tillsammans med Behshad Ashnai och David Strääf).
- 2018 – Cuba Libre med Moncho (skriven tillsammans med Markus Videsäter, David Strääf, Jimmy Jansson och Moncho Monserrat).
- 2022 – Som du vill med Theoz (skriven tillsammans med Tim Larsson, Tobias Lundgren, Elize Ryd och Jimmy Thörnfeldt).[16]
- 2023 – Mer av dig med Theoz (skriven tillsammans med Jakob Redtzer, Peter Boström och Thomas G:son).
- 2023 – Gorgeous med Axel Schylström (skriven tillsammans med Herman Gardarfve, Jonas Thander och Malin Halvardsson).